# 9313 Protea
9313 Protea eller 1988 CH3 är en asteroid i huvudbältet som upptäcktes den 13 februari 1988 av den belgiske astronomen Eric W. Elst vid La Silla-observatoriet. Den är uppkallad efter växten Proteaväxter.
Asteroiden har en diameter på ungefär 5 kilometer.